# Bodloplev
Bodloplev (Tragus) je rod trav, tedy z čeledi lipnicovitých (Poaceae). Jedná se o jednoleté nebo vytrvalé byliny. Jsou poléhavé až plazivé, s oddenky. Stébla dorůstají výšek zpravidla 5–65 cm. Čepele listů jsou ploché, na vnější straně listu se při bázi čepele nachází místo jazýčku věneček chlupů nebo je přítomen velmi krátký membránovitý jazýček. Květy jsou v kláscích, které tvoří lichoklas, s klásky na zkrácených větévkách. Často se jedná o klasovitý hrozen klubíček, kdy každé klubíčko obsahuje 2–5 klásků. Klásky jsou zpředu dozadu smáčklé, jednokvěté. Na bázi klásku jsou 2 plevy, které velmi nestejné, bez osin, někdy je přítomna jen 1 pleva. Pokud jsou plevy 2, pak horní pleva je mnohem větší a na hřbetě má 5 řad hákovitých bodlin. Pluchy jsou bez osin, na hřbetě někdy s drobnými štětinami. Plušky jsou dvoužilné. Plodem je obilka. Je známo asi 7 druhů, které jsou rozšířeny převážně v tropech a subtropech (hlavně Afrika) vzácněji zasahuje až do mírného pásu.

## Druhy rostoucí v Česku
V České republice můžeme potkat pouze 1 druh z rodu bodloplev (Tragus). Je to bodlopev hroznatý (Tragus racemosus), který je rozšířen jen na jižní Moravě, hlavně okolí Znojma a Moravského Krumlova, jinde může být nalezen pouze jako vzácně zavlečený. Roste na písčinách, podél cest, ve vinicích a jinde na suchých místech.